# シャーマン・フェアチャイルド
シャーマン・フェアチャイルド（Sherman Mills Fairchild, 1896年4月7日 - 1971年3月28日）は、アメリカ合衆国の実業家。

## 来歴
1896年にニューヨーク州で生まれた。1920年から70社以上の企業を設立した。父はIBMの共同設立者で同社の初代会長を務めた。そのため、彼は個人筆頭株主だった。1920年に空中写真用カメラを開発した。フェアチャイルド社は航空機の開発で数々の名機を開発した。フェアチャイルドセミコンダクターは半導体産業の創成期において重要な役割を果たした。フェアチャイルドセミコンダクターの設立時には既に経営の第一線からは退いていたものの、出資を即決したとされる。

## 文献
- ウダヤン グプタ 『アメリカを創ったベンチャー・キャピタリスト』翔泳社、2002年、ISBN 4798102059
- 磯辺 剛彦 『シリコンバレー創世記地域産業と大学の共進化』 白桃書房、2000年1月16日、ISBN 9784561510444